# Canton de Villebrumier
Le canton de Villebrumier est un ancien canton français du département de Tarn-et-Garonne et de la région Midi-Pyrénées.

## Communes
Le canton de Villebrumier comprenait 6 communes et comptait 6 649 habitants (population municipale) au 1er janvier 2010.
| Nom                      | Code Insee | Intercommunalité             | Superficie (km2) | Population (dernière pop. légale) | Densité (hab./km2) |
| ------------------------ | ---------- | ---------------------------- | ---------------- | --------------------------------- | ------------------ |
| Villebrumier (chef-lieu) | 82194      | CC Grand Sud Tarn-et-Garonne | 11,38            | 1 315 (2014)                      | 116                |
| Corbarieu                | 82044      | CA Grand Montauban           | 13,03            | 1 656 (2014)                      | 127                |
| Reyniès                  | 82150      | CA Grand Montauban           | 9,94             | 872 (2014)                        | 88                 |
| Saint-Nauphary           | 82167      | CA Grand Montauban           | 24,43            | 1 809 (2014)                      | 74                 |
| Varennes                 | 82188      | CC Grand Sud Tarn-et-Garonne | 14,76            | 572 (2014)                        | 39                 |
| Verlhac-Tescou           | 82192      | CC Quercy Vert-Aveyron       | 22,69            | 519 (2014)                        | 23                 |

## Representation

### Conseillers généraux de 1833 à 2015
| Période | Période      | Identité                         | Étiquette     | Qualité                                                    |
| ------- | ------------ | -------------------------------- | ------------- | ---------------------------------------------------------- |
| 1833    | 1834 (décès) | Jean-François Gerla              |               | Notaire à Villebrumier                                     |
| 1834    | 1836         | Jean Jacques Théodore Gerla      |               | Juge de paix à Villebrumier                                |
| 1836    | 1854         | Auguste Benaïs aîné              |               | Notaire, maire de Villebrumier (1841-1847)                 |
| 1854    | 1883         | Auguste Benaïs                   | Droite        | Notaire, maire de Villebrumier (1865-1878)                 |
| 1883    | 1889 (décès) | Jean-Jacques Benaïs              | Droite        | Adjoint au maire de Montauban                              |
| 1889    | 1896 (décès) | Jean de Scorbiac (1838-1896)     | Droite        | Ancien officier, retraité à Verlhaguet, Montauban          |
| 1897    | 1907         | Raymond Lala                     | Rad.          | Propriétaire à Varennes                                    |
| 1907    | 1910         | Jean de Marigny                  | Droite        | Propriétaire du Château de Villebrumier                    |
| 1910    | 1939 (décès) | Jean Antoine Coulom              | Rad.          | Juge de paix à Fronton Maire de Saint-Nauphary (1929-1939) |
| 1939    | 1940         | Joseph Cougoureux                | Rad.          | Conseiller d'arrondissement, propriétaire à Orgueil        |
|         |              |                                  |               |                                                            |
| 1945    | 1958         | Ulysse Raymond David (1893-1980) | SFIO          | Maire de Villebrumier (1936-1942 et 1944-1971)             |
| 1958    | 1964         | Lucien Sabatier (1912-1972)      | Rad.          | Maire de Reyniès (1947-1971)                               |
| 1964    | 1970         | Ulysse Raymond David             | DVG           | Maire de Villebrumier (1936-1942 et 1944-1971)             |
| 1970    | 1972 (décès) | Lucien Sabatier                  | Rad. puis MRG | Maire de Reyniès (1947-1971)                               |
| 1972    | 1988         | Aimé Vigouroux                   | PCF           | Agriculteur Maire de Villebrumier (1971-1989)              |
| 1988    | 2015         | Étienne Astoul                   | PS            | Médecin Maire de Villebrumier depuis 1989                  |

### Conseillers d'arrondissement (de 1833 à 1940)
| Période                                  | Période | Identité                         | Étiquette    | Qualité |
| ---------------------------------------- | ------- | -------------------------------- | ------------ | --- |
| 1833                                     | 1839    | Guillaume Malfré (1784-1844)     |              | Négociant cordonnier à Montauban                                                                            |
| 1839                                     | 1848    | Jean Jacques Auguste Benaïs      |              | Notaire à Villebrumier                                                                                      |
|                                          |         |                                  |              | |
| 1898                                     |         | M. de Fontenilles                | Bonapartiste | |
|                                          |         |                                  |              | |
| 1928                                     |         | Théodore Malavelle               | Radical      | Directeur d'école primaire publique à Montauban                                                             |
|                                          | 1939    | Joseph Cougoureux                | Radical      | Propriétaire à Orgueil                                                                                      |
| 1939                                     | 1940    | Jean-Ludovic Talabot (1883-1956) | Radical      | Cultivateur à Verlhac-Tescou                                                                                |
| 1940                                     |         |                                  |              | Les conseils d'arrondissement ont été suspendus par la loi du 12 octobre 1940 et n'ont jamais été réactivés |
| Les données manquantes sont à compléter. |         |                                  |              | |

## Démographie
| 1962  | 1968  | 1975  | 1982  | 1990  | 1999  | 2006  | 2011  | 2012  |
| ----- | ----- | ----- | ----- | ----- | ----- | ----- | ----- | ----- |
| 3 196 | 3 460 | 3 806 | 4 260 | 4 726 | 5 049 | 5 818 | 6 691 | 6 671 |